# كاناكو أوتسوجي
كاناكو أوتسوجي ((باليابانية: 尾辻 かな子، بالروماجي: Otsuji Kanako)، المزدادة في 16 ديسمبر 1974) هي ناشطة في مجال حقوق إل جي بي تي وعضوة في مجلس النواب الياباني عن حزب الدستور الديمقراطي الياباني، إضافة إلى عضويتها في مجلس المستشارين الياباني..
بين أبريل 2003 وأبريل 2007 كانت واحدة من بين أعضاء جمعية محافظة أوساكا، حيث كانت واحدة من بين 7 نساء فقط ضمن 110 عضوا آخرين. وكانت كاناكو تمثل دائرة ساكاي الانتخابية. في مايو 2013 بعد استقالة عضو حزبها في مجلس النواب أصبحت أول عضو مثلي علني في برلمان اليابان. لكن مدة ولايتها في المكتب انتهت في يوليو. وفازت بمقعد في الانتخابات العامة عام 2017 وأصبحت أول عضو مثلي جنسيا في مجلس النواب.

## النشأة
كطالبة في كوبه، كان أوتسوجي بطلاً آسيوياً صغيراً للكاراتيه، التحقت بجامعة سيول في وقت لاحق لدراسة اللغة الكورية والتايكواندو، لكنها خسرت خلال مرحلة ضد مواطنتها يوريكو أوكاموتو في 1999. كانت تأمل في المشاركة ضمن أولمبياد سيدني عام 2000، ولكنها لم تنجح في الالتحاق بالمنتخب الوطني. فعادت إلى اليابان وقدمت في جامعة دوشيشا بمدينة كيوتو حيث اهتمت بدراسة السياسة.

## النشاط المثلي
في أغسطس 2005 نشرت سيرة ذاتية بعنوان "الخروج: رحلة لإيجاد ذاتي الحقيقية" (خطأ في قالب:ياب)، وفي ذلك خرج أول سياسي للسحاقيات في اليابان. وقد سبق ذلك بيوم واحد من مسيرة فخر المثليين في اليابان.
في عام 2005، لعبت أوتسوجي دوراً أساسياً في إحداث تغيير تشريعي يسمح للأزواج من نفس الجنس باستئجار مساكن من مؤسسة الإسكان في أوساكا، وهو امتياز كان مخصصًا في السابق للأزواج. وبما أن الزواج من نفس الجنس غير معترف به بموجب القانون الياباني، فإن الأزواج المثليين في أوساكا كانوا قد وجدوا في السابق أنه من المستحيل استئجار المساكن.

## روابط خارجية
- الموقع الرسمي
- سياسيوا اليابان المثليين